# Trigonia macrantha
Trigonia macrantha är en tvåhjärtbladig växtart som beskrevs av Johannes Eugen ius Bülow Warming. Trigonia macrantha ingår i släktet Trigonia och familjen Trigoniaceae. Inga underarter finns listade i Catalogue of Life.